# Basilique de la Sainte-Trinité de Saccargia
La basilique de la Sainte-Trinité (en italien : basilica della Santissima Trinità) est une église située dans la commune de Codrongianos en Sardaigne en Italie.

## Architecture et décorations
Le bâtiment est construit avec des roches locales, du basalte et du calcaire.

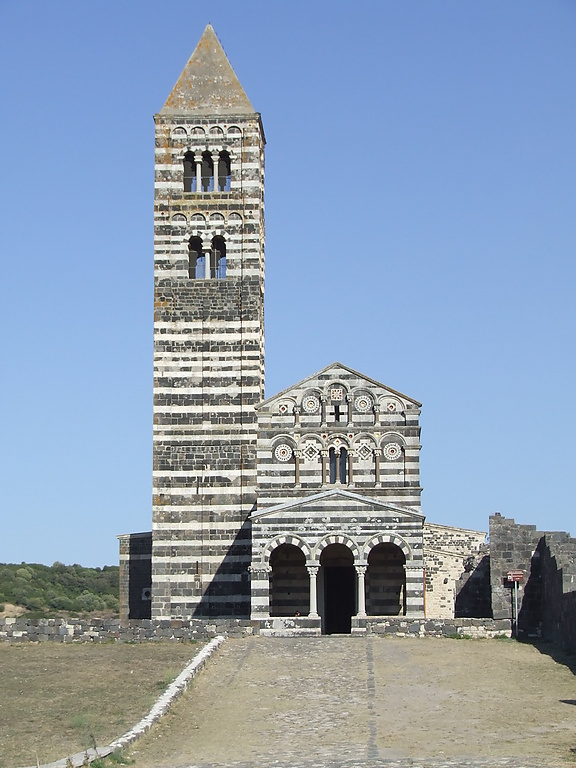
La façade.
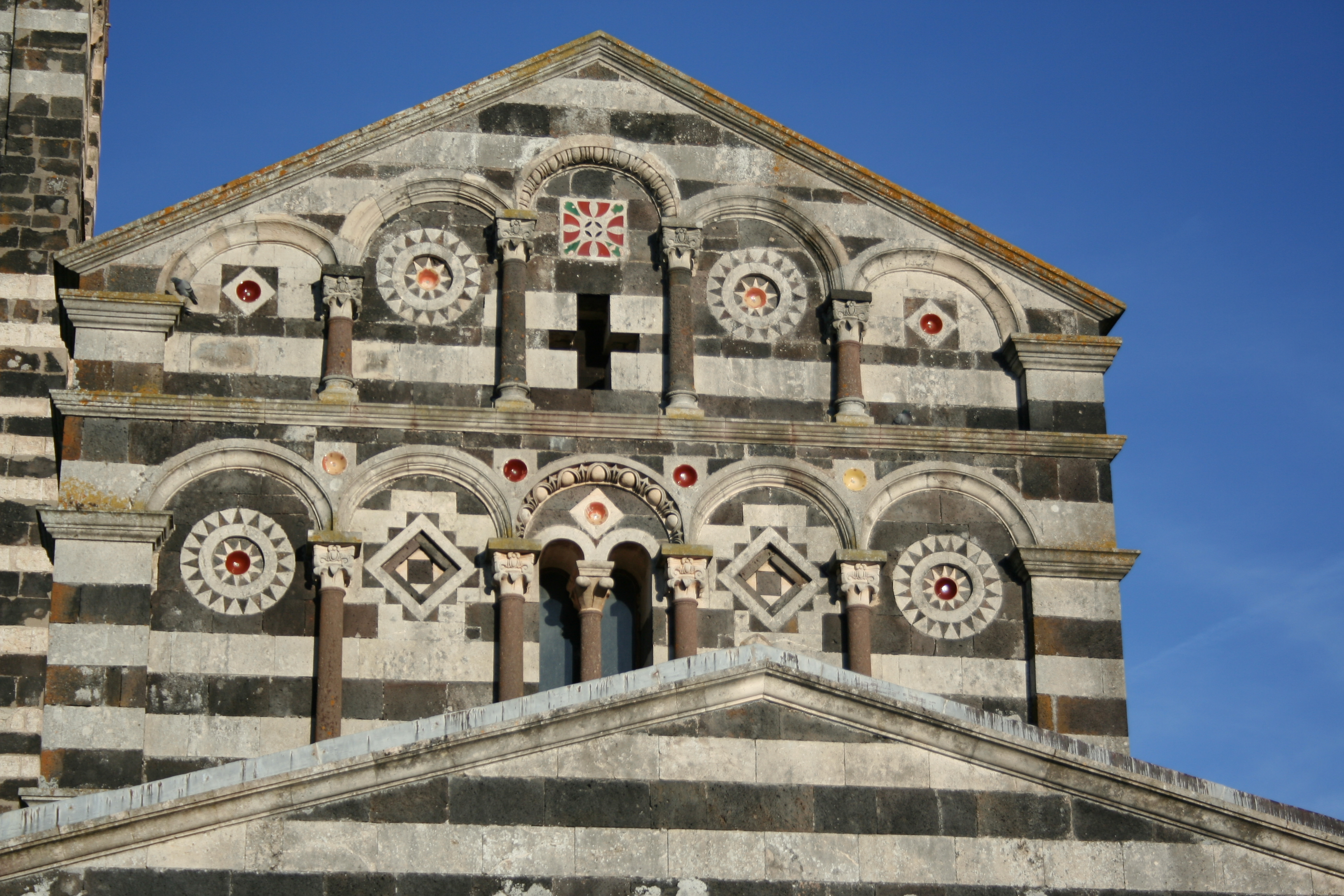
Détail de la façade.
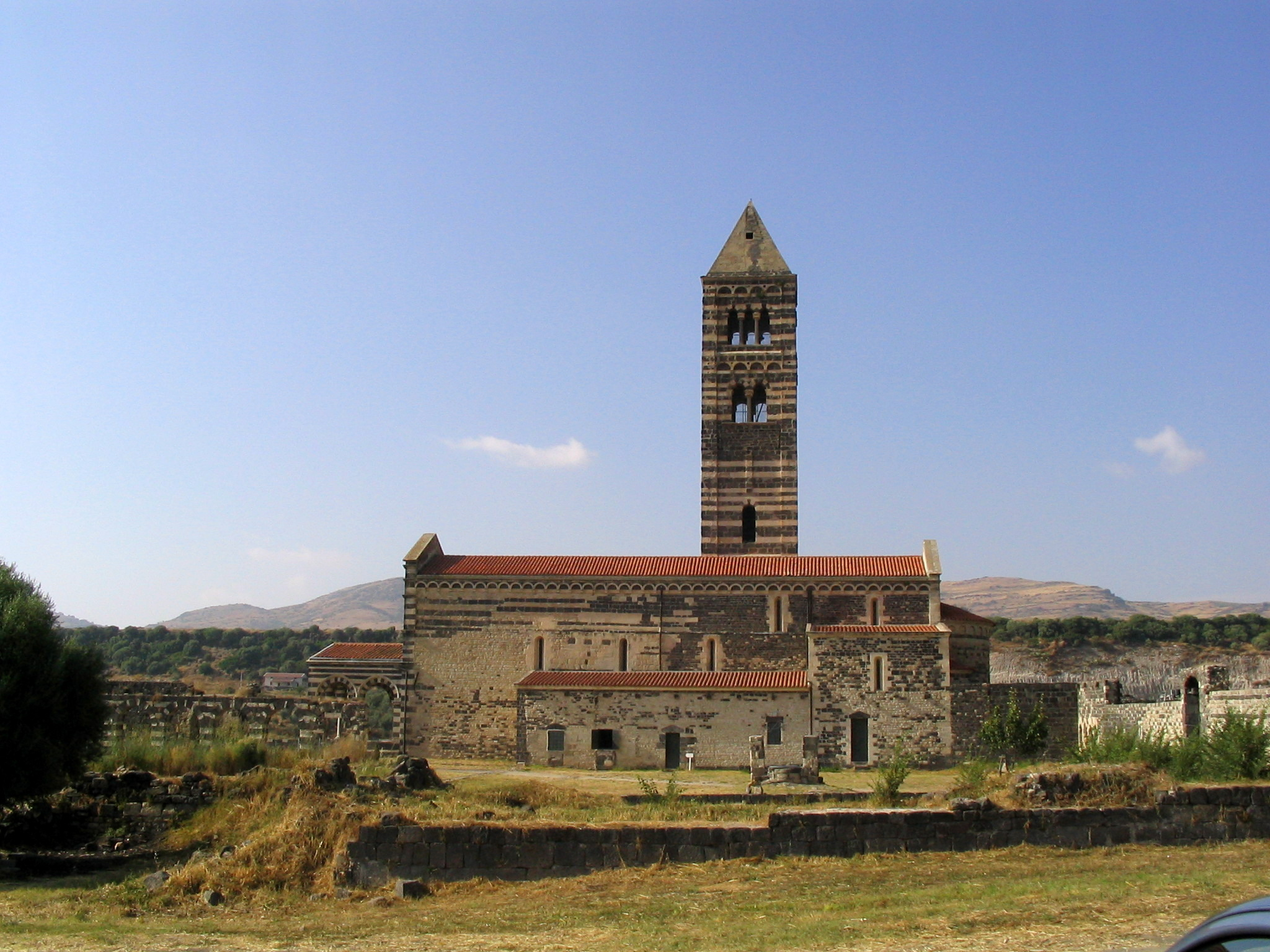
Vue latérale de l'édifice